# Campionati jugoslavi di sci alpino 1976
Ai Campionati jugoslavi di sci alpino 1976 furono assegnati i titoli di discesa libera, slalom gigante, slalom speciale e combinata, sia maschili sia femminili.

## Risultati
| Specialità      | Uomini        | Donne          |
| --------------- | ------------- | -------------- |
| Discesa libera  | Andrej Rečnik | Jožica Gortnar |
| Slalom gigante  | Boris Strel   | Polona Oblak   |
| Slalom speciale | Mišo Magušar  | Bojana Dornig  |
| Combinata       | Mišo Magušar  | Andreja Urh    |